# 21. Luftwaffen-Feld-Division
La 21. Luftwaffen-Feld-Division  (21e division de campagne de la Luftwaffe) a été l'une des principales divisions de la Luftwaffe allemande durant la Seconde Guerre mondiale.

## Création et différentes dénominations
Cette division a été formée en décembre 1942 dans la zone de Minzevo à partir des rescapés de la Luftwaffen-Division Meindl.

Elle arrive sur le Front le 12 décembre 1942.
Comme plusieurs autres Luftwaffen-Feld-Division le 1er novembre 1943, la Division est prise en charge par la Heer et est renommée 21. Feld-Division (L).

## Commandement

Drapeau du commandant d'une division aérienne

| Début            | Fin               | Grade           | Nom                            |
| ---------------- | ----------------- | --------------- | ------------------------------ |
| ?                | ?                 | Generalmajor    | Eugen Meindl                   |
| 1er octobre 1943 | 12 octobre 1943   | Generalleutnant | Dipl.Ing. Richard Schimpf (en) |
| 12 octobre 1943  | 1er novembre 1943 | Generalmajor    | Rudolf-Eduard Licht            |

## Chef d'état-major
| Début         | Fin               | Grade | Nom         |
| ------------- | ----------------- | ----- | ----------- |
| Décembre 1942 | 1er novembre 1943 | Major | Otto Heckel |

## Rattachement
| Janvier 1943 - Mars 1943 :  |  | X. Armeekorps / Armeeoberkommando (AOK) .16 | basé à Staraja-Russa |
| Avril 1943 - Mai 1943 :     |  | Höhne / AOK .16                             | basé à Staraja-Russa |
| Juin 1943 - Novembre 1943 : |  | VIII. Armeekorps / AOK .16                  | basé à Staraja-Russa |

## Unités subordonnées
- Luftwaffen-Jäger-Regiment 41
- Luftwaffen-Jäger-Regiment 42
- Panzer-Jäger-Abteilung Luftwaffen-Feld-Division 21
- Luftwaffen-Artillerie-Regiment 21
- Luftwaffen-Pionier-Bataillon 21
- Aufklärungs-Kompanie Luftwaffen-Feld-Division 21
- Luftnachrichten-Kompanie Luftwaffen-Feld-Division 21
- Kommandeur der Nachschubtruppen Luftwaffen-Feld-Division 21

La Luftwaffen-Jäger-Regiment 43 a été prise de la 22. Luftwaffen-Feld-Division en janvier 1943. La 21e division a été la seule Luftwaffen-Feld-Division à avoir eu 3 régiments dans ses effectifs.